# Werner Stocker (bobsleigh)
Pour les articles homonymes, voir Werner Stocker et Stocker.
Werner Stocker, né le 14 août 1961, est un bobeur suisse champion olympique en bob à quatre en 1988.

## Carrière
En 1988, Werner Stocker prend part aux seuls Jeux olympiques de sa carrière à Calgary au Canada. Il participe à l'épreuve de bob à quatre avec Ekkehard Fasser, Marcel Fässler et Kurt Meier dans le bob Suisse I. Troisième après deux manches, son bob piloté par Fasser dépasse l'Allemagne de l'Est I, favorite, grâce au meilleur temps de la compétition réalisé dans la troisième manche et devient champion olympique.

## Palmarès

### Jeux Olympiques
- : médaillé d'or en bob à 4 aux JO 1988.